# Wanninchen

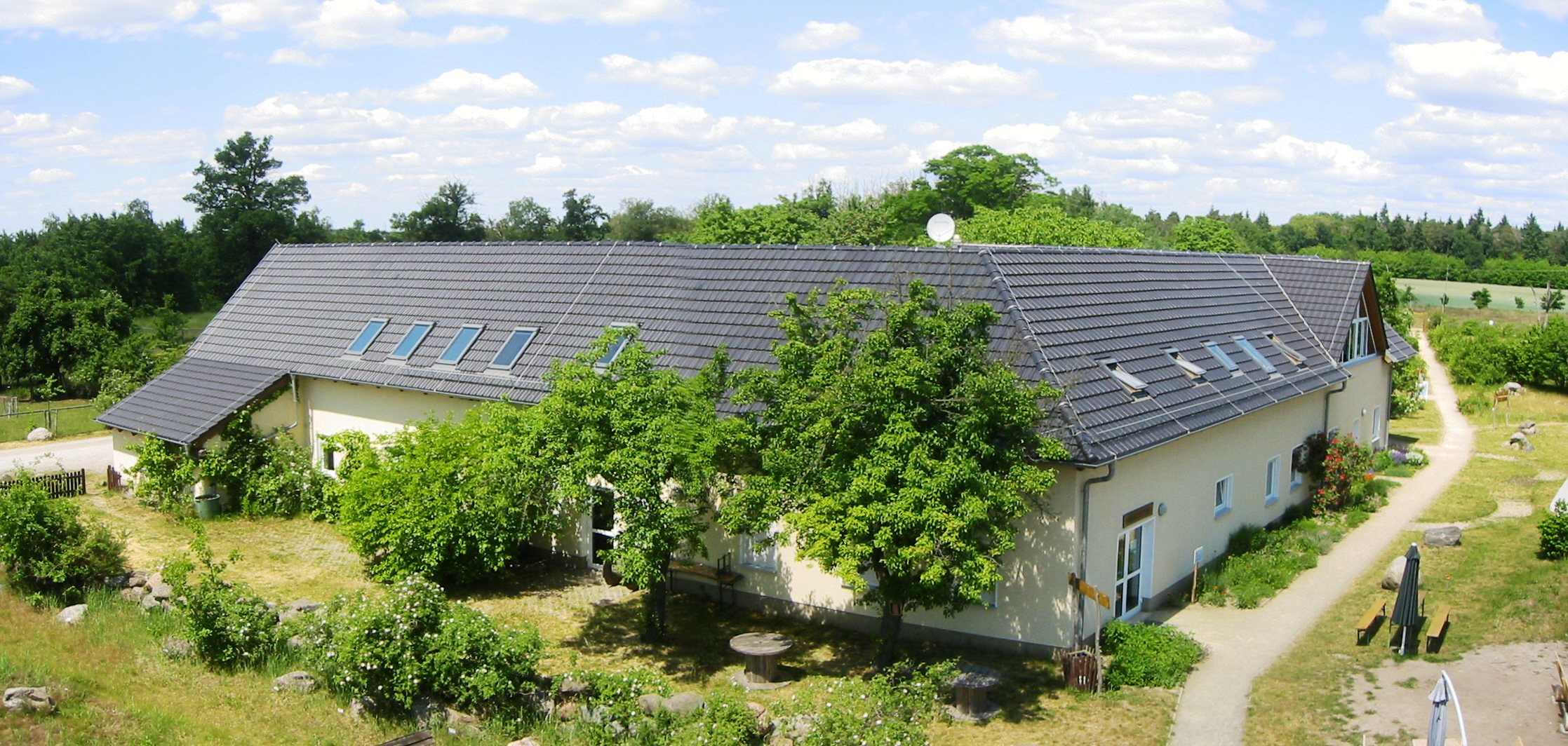
Hauptgebäude von Sielmanns Naturlandschaft Wanninchen, einziges Haus im Ort

Wanninchen (niedersorbisch Waninki) ist ein Wohnplatz in Görlsdorf, einem Ortsteil der Stadt Luckau im Landkreis Dahme-Spreewald in Brandenburg. Der Ort wurde 1986 zugunsten des Braunkohletagebau Schlabendorf-Süd fast vollständig devastiert, 40 Einwohner mussten umgesiedelt werden. Heute befindet sich in Wanninchen das Heinz Sielmann Natur-Erlebniszentrum Wanninchen (ehemals unter dem Namen Naturparkzentrum Wanninchen).

## Lage
Wanninchen liegt in der Niederlausitz am Lausitzer Grenzwall und im Naturpark Niederlausitzer Landrücken etwa acht Kilometer südöstlich von Luckau. Einzige direkte Nachbarorte sind Görlsdorf im Norden und der zur Gemeinde Heideblick gehörende Ortsteil Beesdau im Westen. Im Süden und Osten ist Wanninchen vom Schlabendorfer See umgeben. Auf der anderen Seite des Sees liegt noch Fürstlich Drehna im Süden. Die östlich gelegenen Orte Presenchen und Pademack sowie das südliche Stiebsdorf mussten ebenfalls dem Tagebau weichen.
Die nächstgelegene höherrangige Straße ist die Kreisstraße 6129 in zwei Kilometern Entfernung.

## Geschichte
Wanninchen wurde erstmals im Jahr 1463 als Wanyn urkundlich erwähnt. Der Ortsname stammt aus dem slawischen und bedeutet Siedlung eines Mannes namens Wana. 1527 wurde der Name Waninichen genannt, bei der Endung -inichen handelt es sich um eine Verniedlichungsform.
Nach dem Wiener Kongress kam Wanninchen im Jahr 1815 an das Königreich Preußen und lag dort im Regierungsbezirk Frankfurt. Bis zum 1. Juli 1950 war Wanninchen eine eigenständige Gemeinde im Landkreis Luckau, dann wurde der Ort nach Görlsdorf eingemeindet. Am 25. Juli 1952 wurden Görlsdorf und Wanninchen dem damals neu gebildeten Kreis Luckau im Bezirk Cottbus zugeordnet. Nach der Wende lag Wanninchen im Landkreis Luckau in Brandenburg und wurde zur Kreisreform in Brandenburg am 6. Dezember 1993 dem zum neu gebildeten Landkreis Dahme-Spreewald zugeordnet. Mit der Eingemeindung von Görlsdorf nach Luckau am 26. Oktober 2003 wurde Wanninchen ein Wohnplatz der Stadt.
1985 wurde Wanninchen zugunsten des Braunkohletagebau Schlabendorf-Süd abgebaggert, lediglich ein Haus blieb stehen. Dieses bildet heute den Wohnplatz Wanninchen.
1996 wurden Teile des Gebietes um Wanninchen durch den Landkreis Dahme-Spreewald unter Naturschutz gestellt. Ab dem Jahr 2000 erwarb die Heinz Sielmann Stiftung in dem Gebiet um Wanninchen etwa 3.200 Hektar Land, um die Entwicklung der Natur zu fördern. Die Umgebung von Wanninchen bietet Brut-, Rast- und Nahrungsplätze für bedrohte Vogelarten.

## Sielmanns Naturlandschaft Wanninchen

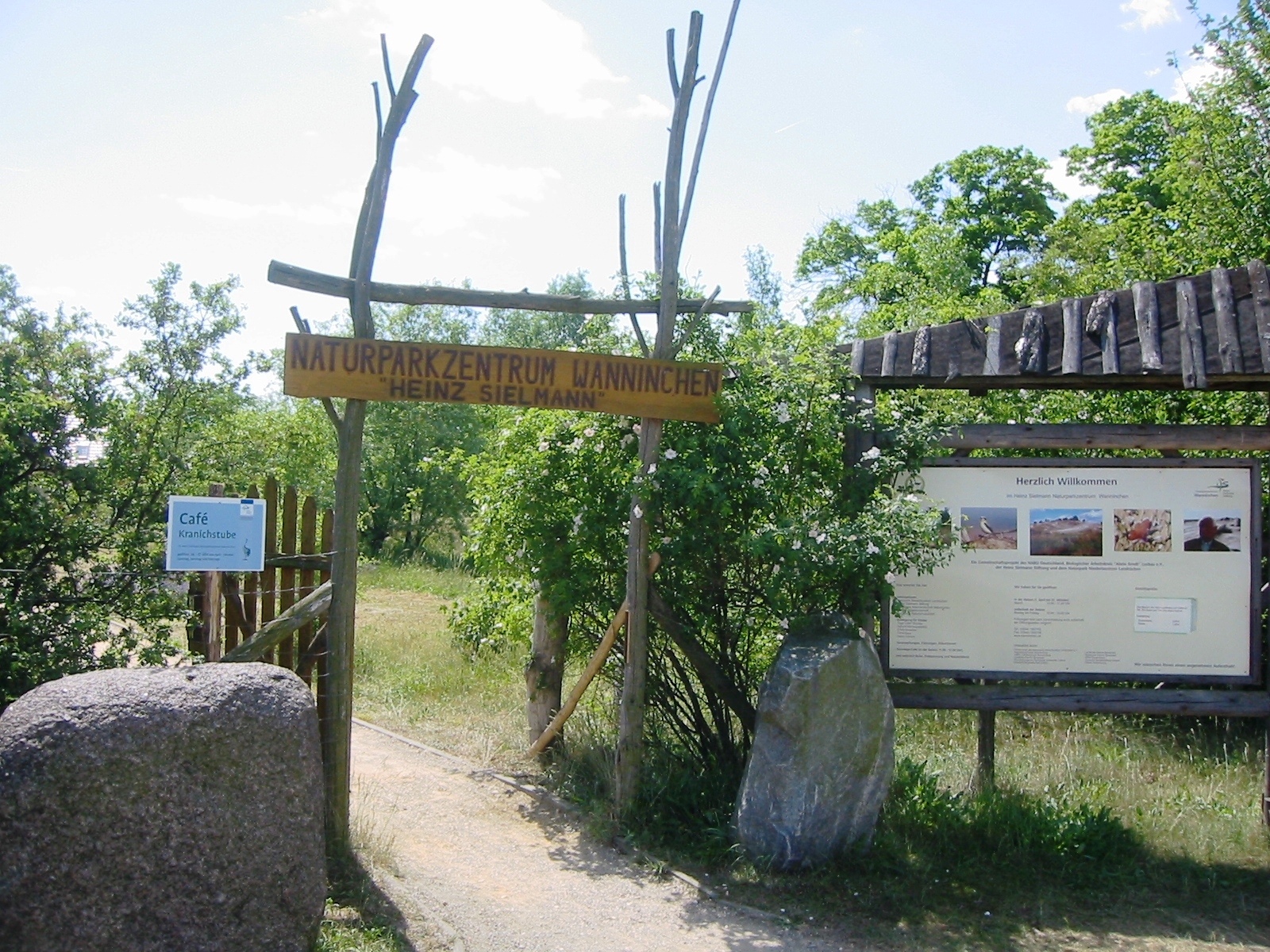
Eingang zu Sielmanns Naturlandschaft

In dem nicht abgebaggerten Gebäude in Wanninchen befindet sich heute das Heinz Sielmann Natur-Erlebniszentrum Wanninchen, ein Projekt des Tierfilmers Heinz Sielmann, welches von der Heinz Sielmann Stiftung durchgeführt wird. Das Gebäude ist seit Sommer 2002 Anlaufpunkt für Naturinteressierte, insbesondere für Kinder und Jugendliche. Träger der Einrichtung ist seit dem Jahr 2016 die Heinz Sielmann Stiftung. Zuvor stand sie unter der Trägerschaft des NABU Deutschland und des Biologischen Arbeitskreises Alwin Arndt Luckau e. V. Das größtenteils barrierefreie Gelände verfügt unter anderem über ein Reptiliengehege, eine Streuobstwiese, einen Weiher, ein kleines Moor, einen Findlingsgarten, eine Bienenburg und eine künstliche Uferschwalbennistwand. Des Weiteren befinden sich auf dem Gelände ein Naschgarten, ein Spielplatz sowie zwei Aussichtstürme mit Blick auf den Schlabendorfer See und das umliegende Gelände. Ein kahler Baum erinnert „als Mahnmal“ mit Richtungsanzeigen sowie Entfernungsangaben an nahegelegene Orte, die im Tagebau devastiert wurden.
Das Naturparkzentrum bietet zudem Ferienprogramme, Bastelnachmittage und andere Veranstaltungen an. Pro Jahr besuchen 6000 Naturinteressierte das Gelände. Darüber hinaus befinden sich zwei Ausstellungen im Heinz-Sielmann-Natur-Erlebniszentrum.

## Bevölkerungsentwicklung
| Jahr | Einwohner | Jahr | Einwohner |
| ---- | --------- | ---- | --------- |
| 1875 | 72        | 1933 | 36        |
| 1890 | 53        | 1939 | 44        |
| 1910 | 44        | 1946 | 48        |
| 1925 | 40        |      |           |